# Váci KSE
A Váci KSE, teljes nevén Váci Kézilabda Sportegyesület egy NBI-es kézilabdacsapat.

## Története

### A kezdet
A váci férfi kézilabda az 1947-48-as években kezdte el működését nagypályán. A sport a budapesti felsőkereskedelmi iskolák tanulóinak köszönhetően jutott el Vácra. A játék szervezője Lehőcz János Váci Reménység atlétája volt. Az első kézilabdások atlétákból és labdarúgókból kerültek ki. 1948 májusában megalakult VDTK, vagyis Váci Dolgozók Testedző Köre, edzőjük Lehőcz János. Az első mérkőzésüket NBII-ben játszották 1949. október 1-jén a Vasas ellen 7:6-os vereséggel.
A nagypályás kézilabda 1948 és 1953 között maradt csak fent Vácott, mivel a kispályás kézilabda népszerűsödése kiszorította. A megszűnéshez közrejátszott az is, hogy 1953-tól, egy játékos csak kis- vagy nagypályán játszhatott.
A váci vezetőség a kispályás kézilabda mellett döntött. Ez idő tájt a csapata neve is változott Váci Vörös Lobogó SK névre.
A Vörös Lobogó később Váci Reménység SE, majd Váci Kötött néven fut tovább. A csapat NB II-ben és a megyei I. osztályban játszott, majd 1980-ban megszűnt.

### A Váci Fonó
Az 1949-ben alakult csapat Vác legeredményesebb férfikézilabda csapatává nőtte ki magát. A megalakulásának két fő alakja Vuklovszki János és Járási Kálmán volt. A csapat 1960-ban NBII-ben, majd 1968-ban az NBII bajnokaként feljutott NBI/B-be.
A csapat két évet játszott NBII-ben, majd kiestek NBII-be és ott 1979-ig játszottak, aztán onnan is kiestek a megyei első osztályba. 1981-ben megszűntek, egyesültek a Haladással, így jött létre a Váci Izzó MTE.
A Váci Fonó meghatározó játékosai:
Szikora Gusztáv, Kovacsics Ferenc, Járási Kálmán, Dónusz József, Nábelek Mihály, Török Sándor, Sulyánszki Dezső, Braunsteiner Gyula, Török Gábor, Kocsi Tibor, Berczelly Csaba, László Csaba, Manninger Gábor, Vuklovszki János.

### Váci Spartacus
A csapat 1952 őszén alakult, többnyire azonos korú, sajátos nevelésű játékosból. 19 évig egy  évet leszámítva, amikor feljutottak az NBII-be, addig a megyei első osztály tartós csapata volt. A csapat anyagi gondok miatt 1973-ban megszűnt és beleolvadt a Híradás Vasas egyesületbe.

### Váci Híradás SE
1962-ben alakult. A területi és megyei első osztályban szerepelt, majd 1973-ig a Váci Spartacussal történő egyesülésig.

### Váci Izzó MTE
Az egyesült 1981-ben jött létre a Váci Fonóból és a Váci Híradásból, melynek gazdasági okai voltak. Megyei első osztályban kezdtek, majd 1985-ben felküzdték magukat NBII-be, ahol két évig sikerült játszaniuk. Játékosai a két alapító egyesületből kerültek elő és idővel a környékbéli csapatokból is igazoltak tehetséges játékosokat. Két év NBII-es szereplés után visszaestek a megyei első osztályba, ahol négy évet töltöttek el, majd az 1989-90-es szezon megnyerése után visszakerültek NBII-be. Az első NBII-es szezonban a csapat 3. helyezett lett.

### A Váci KSE létrejöttétől napjainkig (1992-2013)
Az NB II-es időszak (1992-2003)
1992-ben, a Váci Izzó MTE-ből kivált kézilabdázók megalapították a Váci Kézilabda Sportegyesületet, melynek elnöke dr. Kardos Zoltán, ügyvezető elnöke id. Pálffy Miklós lett. A felnőtt csapat edzéseit Nyári József irányította (egy év megszakítással, ekkor Kocsis Tibor volt az edző).
A csapat sorozatban végzett dobogós helyeken az NB II-ben, de a hőn áhított NB I/B-s feljutáshoz szükséges bajnoki cím – bár többször csak 1 apró pontocskán múlt – sehogy sem akart sikerülni.
A 2001-es volt az utolsó éve a korábban megyei bajnokságot nyert csapatnak. Ekkor a hatodik helyet szerezték meg, amely után Nyári József lemondott az edzőségről, a csapat idősebb játékosainak többsége pedig abbahagyta az aktív sportolást.
Az új edző Nemes Tibor lett (ő egy évvel korábban még a csapat játékosa volt), aki a pár veterán játékost megtartva, és az azóta felnőtt, fiatalabb generációt beépítve, egy keményebb alapozást követően ütőképes csapatot hozott létre, mely a 2001-2002-es bajnokságon balszerencsés körülmények között, az ezüstérmet szerezte meg.
A következő évben már „biztosra akartak menni”, ezért négy, NB I-es múlttal is rendelkező, de mégis fiatal játékost igazoltak. A velük megerősített együttes a 2002-2003-as bajnokságban „utcahosszal” nyerte NB II. Északi csoportját, így sok-sok év után elhozta a férfi NB I/B-s kézilabdát Vác városába. A bajnokcsapat tagjai Gratzál Gábor, Pállfy Miklós, Bognár László, Miklián Péter, Bielik Zoltán, Tamási Lajos, Molnár György, Konyecsni Péter, Valentin Zoltán, Jacsó Tamás, Schoffer Attila, Solymos Ákos, Krizsovszky Zoltán, Lengyel Ákos, Lovrek Attila, Sipos Ottó, és Szénási István voltak.
Az NB I/B-s időszak (2003-2012)
A bajnokság megnyerése után, és az ünneplés befejeztével megkezdődött az anyagi háttér megteremtése és a játékoskeret megerősítése. Az első évben úgy tűnt az anyagiakra sikerült megoldást találni, de a játékoskeret nem volt teljesen megfelelő. A csapat a Nyugati csoport legjobb kiesőjeként, a visszalépések nyomán, szerencsésen megtarthatta NB I/B-s tagságát.
Az egyesületet a 2004-2005-ös bajnokságra az akkor sokkal erősebbnek tűnő, és az utazási távolságok miatt több költséget igénylő Keleti csoportba sorolta át az MKSZ. A feladat egy év tapasztalatával tehát adott volt. Ebben a szezonban a játékoskeret megerősítése sikerült jobban, hiszen olyan játékosok kerültek csapatba, mint a világklasszis, volt magyar válogatott Szergej Kuzmicsov, az NB I-es tapasztalattal rendelkező Tamás Gábor, Vasier Gábor és Duleba Norbert, valamint a Dunaferr ifjúsági válogatott játékosa, Forrai Dániel. A csapat zötyögős kezdés után összerázódott, és egyenrangú ellenfele volt minden vetélytársának, így a szezon végére a kilencedik helyet, és a biztos bennmaradást vívta ki.
A következő idényre az anyagi gondok erősen rányomták bélyegüket. Ezek következményeként lemondott az ügyvezető elnök, és a korábbi vezetőedző, továbbá több játékos is távozott. A „megmaradt”, főként váciakból álló csapat Elek Lástló, majd Balogh Zoltán irányítása mellett próbálta meg kiharcolni a bennmaradást, de sikertelenül.
A klub új elnöke, dr. Schoffer Attila (a csapat egykori játékosa) minden követ megmozgatott annak érdekében, hogy az együttes minél előbb visszakerüljön az NB I/B-be, de az első évben – Balogh Zoltán irányítása mellett csak a bronzérem jutott a váciaknak. A következő szezonnak már Laurencz László mesteredző, a korábbi női sikerkapitány irányításával vágtak neki. „Az öreg’ jó munkát végzett: a csapat megnyerte a bajnokságot, zárójelbe téve ezzel az újabb – 2 éven át tartó – NB II-es időszakot.
A 2008-2009-es idényben az NB I/B. 8. helyén végeztek, de a következő évben már felállhattak a dobogó harmadik fokára, így az első osztályba történő feljutás is látótávolságba került. A sikerek, és az intenzív toborzó munka eredményeként egyre „izmosodott” a klub utánpótlása is.
A 2010-2011-es bajnokságnak még Laurencz László irányításával vágott neki a csapat, de őt szezon közben egy BL-győztes mesteredző, Zsiga Gyula váltotta a kispadon. A fiatalabb mester könnyebben szót értett a korban hozzá közelebb álló játékosokkal, aminek eredménye egy bajnoki ezüstérem, és egy Magyar Kupa 3. helyezés lett, ahol is – a televíziós közvetítés jóvoltából – az egész ország meggyőződhetett arról, hogy a váci férfi kézilabdázás jó úton jár.
A 2011-2012-es szezonban egy újabb edzőlegenda, a női, és a férfi válogatottat korábban egyaránt sikeresen irányító Csík János ült le a kispadra. A mesteredző hideg fejjel, és kemény kézzel látott munkához, és sikeresen teljesítette a küldetését: feljuttatta a csapatot a legmagasabb osztályba. Az NB I/B-s bajnoki cím kiharcolásában a következő játékosok vettek részt: Vitáris Norbert, Molnár György, Mórocz Zsolt, Szikra Péter, Nikolicza Renátó, Szabó Gyula, Lovrek András, Kökény Tibor, Kovács Gábor, Simányi Péter, Gábori Máté , Márkus Béla, Munkácsi Máté, Tyiskov Mihály, Barnyák Ádám, ifj.Csík János.
Az NB I-es időszak (2012-től)
Az első NB I-es idényre Csík mestert egy tanítványa, Rosta István váltotta a kispadon. A Sportklub Televízió szakkommentátoraként is közismert, és közkedvelt edzőnek – a régiek mellett – új, megfelelő tapasztalattal rendelkező játékosok (Nagy Levente, Bajorhegyi Ádám, Pál Gergely, Korsós Ádám, Császár Ferenc) segítségével kellett biztosítania a bennmaradást. A csapat – igazi újonc módjára – hullámzó teljesítményt nyújtott: a bravúros győzelmeket nem várt kudarcok követték, így – bár csak 1 ponttal maradtak le a felsőházi rájátszásról – szinte az utolsó pillanatig mozgott a léc. Végül – a kritikus mérkőzéseken összeszedetten kézilabdázva – a sikeresnek nevezhető 8. helyen zártak.
Az első NB I-es szezonból az elnökség levonta a megfelelő tanulságokat, így 2013 nyarán az operatív klubvezetés, az utánpótlás szakmai munka, valamint a felnőtt csapat játékoskerete is jelentős megerősítésre került.

## Játékoskeret

### 2010/2011
- Vitáris Norbert - kapus
- Sztancsik Csaba - kapus
- Horváth Csaba - beállós
- Doroszlai Balázs - beállós
- Tyiskov Mihály - beállós
- Krizsovszki Zoltán - irányító
- Nikolicza Renátó - irányító
- Dóczi Dávid - átlövő
- Márkus Béla - átlövő
- Pozsgai Balázs - átlövő
- Simányi Péter - átlövő
- Szilágyi Péter - átlövő
- Duzsi Dávid - szélső
- Gábori Máté - szélső
- Mórocz Zsolt - szélső
- Szikra Péter - szélső

### 2013/2014
- Nagy Levente - kapus
- Vitáris Norbert - kapus
- Kocsi András  - beállós
- Tyiskov Mihály - beállós
- Kökény Tibor  - irányító
- Lendvay Péter - irányító
- Székely Kristóf - irányító
- Laurencz Szabolcs - jobbátlövő
- Simányi Péter - jobbátlövő
- Bajorhegyi Ádám - balátlövő
- Nikolicza Renátó - balátlövő
- Pál Gergely - balátlövő
- Bakos Ádám - jobbszélső
- Gábori Máté - jobbszélső
- Császár Ferenc - balszélső
- György Ferenc Dániel - balszélső
- Rosta István - edző

### 2018/2019
- Antal Szabolcs - beálló
- Bognár Alex 'C' - irányító
- Filip Lénárd - átlővő
- Hantos Bálint - balszélső
- Holpert József - balszélső
- Horvácki Márió - irányító
- Kállai Martin - jobbátlővő
- Kecskeméti Tamás - jobbszélső
- Koczka Dávid - kapus
- Kocsi András - beálló
- Kovács János - kapus
- Kökény Tibor - irányító
- Ménfői Attila - jobbszélső
- Nagy Norbert - jobbszélső
- Pál Gergely - balátlővő
- Scardone Placido - beálló
- Singely Mihály - balátlővő
- Strannig János - balátlővő
- Tárkányi Bence - balszélső
- Tyiskov Mihály - beálló
- Ulicsinyi Péter - kapus
- Vojinovic Nebojsa - átlővő
- Skaliczki László - edző